# كيم كورنس
كيم كورنس (بالإنجليزية: Kim Carnes)‏ (و. 1945  م) هي مغنية، ومغنية مؤلفة أمريكية، ولدت في باسادينا، كاليفورنيا، تستخدم آلات صوت بشري.

## وصلات خارجية
- كيم كورنس على موقع IMDb (الإنجليزية)
- كيم كورنس على موقع ميوزك برينز (الإنجليزية)
- كيم كورنس على موقع إن إن دي بي (الإنجليزية)
- كيم كورنس على موقع أول ميوزيك (الإنجليزية)
- كيم كورنس على موقع ديسكوغز (الإنجليزية)
- كيم كورنس على موقع قاعدة بيانات الفيلم (الإنجليزية)
- كيم كورنس في قاعدة بيانات الأفلام على الإنترنت